# Иванцов, Герасим Степанович
Иванцо́в Гера́сим Степа́нович (род. 11 июля 1948, Ижевск) — советский и российский поэт, переводчик, журналист, редактор. Главный редактор газеты «Комсомолец Удмуртии» (1980—1985), «Известия Удмуртской Республики» (1990—1997). Член Союза писателей СССР, Союза писателей России. Заместитель руководителя пресс-службы Государственного Совета Удмуртской Республики (1997–2001).

## Биография
Родился 11 июля 1948 года в Ижевске. После окончания школы работал слесарем на Ижевском машиностроительном заводе, после службы в советской армии — буровым рабочим в Азербайджане. 
Первые стихи были опубликованы в 1967 году. С 1974 года Герасим Иванцов — сотрудник молодёжной республиканской газеты «Комсомолец Удмуртии»; в течение шести лет — главный редактор газеты. Руководил литературным объединением «Радуга». В 1978 году заочно окончил Литературный институт имени А. М. Горького (семинар Александра Жарова). Работал ответственным секретарём газеты «Удмуртская правда» (1986–1990). Семь лет возглавлял редакцию газеты «Известия Удмуртской Республики». Много лет проработал в пресс-службе Президента Удмуртской Республики и Правительства Удмуртской Республики. 
Герасим Степанович Иванцов участник Всесоюзного фестиваля молодых поэтов в Ташкенте и VIII Всесоюзного совещания молодых писателей в Москве. 
Член Союза Писателей СССР с 1984 года. 
Подборки стихов Герасима Иванцова печатались в «Литературной газете», журналах «Юность», «Урал», «Север», «Луч»; в альманахе «Поэзия», сборнике стихов советских поэтов «Шёл отец» (1985), антологии «Война и мир» (2022), коллективных сборниках издательства «Удмуртия» и всесоюзных антологиях молодых поэтов. Автор книг переводов произведений удмуртских поэтов — Кузебая Герда, Филиппа Кедрова. Им переведён сборник стихов удмуртского поэта Николая Байтерякова «Серебряная лодка». На русский язык Герасим Степанович Иванцов переложил десятки фольклорных песен, вошедших в сборники «Гыдыке» и «Подарок Мункачи».
В 2003 году за многолетний добросовестный труд и в связи с 55-летием со дня рождения награждён Почётной грамотой Удмуртской Республики.